# Vallage
Vallage is een natuurlijke streek van de Franse regio Grand Est. De belangrijkste stad is Bar-sur-Aube, gelegen in het departement van de Aube. De streek dankt haar naam aan de mooie valleien.
Historisch was het ook een van de Franse provincies. De gemeente Joinville heet tegenwoordig Joinville-en-Vallage.

## Bron
Théodore Boutiot, Dictionnaire topographique de la France, Paris, Imprimerie nationale, 1874, p. 172.